# 包裹體
在礦物學中，包裹體（英語：Inclusion(mineral)）
是在礦物形成過程中被困在礦物內部的任何物質。 在寶石學中，包裹體是指在寶石內，或其表面的特徵。 根據赫頓包裹體定律，包裹體比主岩本身更古老。

## 礦物學
包裹體通常是指其他礦物或岩石，但也可能是水、天然氣或石油。 液體或蒸汽包裹體被稱為流體包裹體。 在琥珀内，其包裹體可能是昆蟲和植物。冰芯中的大氣氣泡包裹體，是研究氣候變化的重要分析。 
捕虜岩是一種被熔岩流繫帶的先前已存在的岩石。 熔體包裹體。是晶體從熔體結晶出來時，所捕獲的原來熔體。

## 寶石學
在寶石估價值方面，包裹體是最重要的因素之一。在許多寶石（例如鑽石）中，包裹體會影響寶石的淨度，從而降低價值。然而，在某些寶石中，例如星光藍寶石，包裹體實際上會增加寶石的價值。
許多有色寶石有包裹體，但包裹體不會對寶石的價值產生很大影響。有色寶石分為以下三種類型：
I 類是很少或沒有包裹體的寶石。包括海藍寶石、黃玉和鋯石。
II 類是通常含有少量包裹體的寶石。包括藍寶石、紅寶石、石榴石和尖晶石。
III 類是總是含有包裹體的寶石。包括祖母綠和碧璽。

## 冶金
“包裹體”一詞也用於冶金和金屬加工領域. 在加工的熔化階段，諸如氧化物之類的顆粒，混入在液態金屬中，隨後當熔體凝固時這些顆粒被捕獲成包裹體。這些包裹體通常具負面影響，這些顆粒可造成疲勞裂紋或高應力強度區域的核心心。